# Tarrants, Missouri
Tarrants, Missouri (енгл. Tarrants) град је у америчкој савезној држави Мисури.

## Демографија
По попису из 2010. године број становника је 22, што је 8 (-26,7%) становника мање него 2000. године.
| Група             | 2000.      | 2010.      |
| Белци             | 29 (96,7%) | 21 (95,5%) |
| Афроамериканци    | 1 (3,3%)   | 0 (0,0%)   |
| Азијати           | 0 (0,0%)   | 0 (0,0%)   |
| Хиспаноамериканци | 0 (0,0%)   | 1 (4,5%)   |
| Укупно            | 30         | 22         |